# Монарх боанайський
Монарх боанайський (Symposiachrus boanensis) — вид горобцеподібних птахів родини монархових (Monarchidae). Ендемік Індонезії. До 1995 року вважався підвидом рудоволого монарха.

## Опис
Довжина птаха становить 16 см. Голова, верхня частина тіла і крила чорні, стернові пера білі, горло чорне, щоки, нижня частина тіла і нижні покривні пера хвоста білі. Очі темні, дзьоб сизий, лапи світло-сірі, на лобі білі пляма. Виду не притаманний статевий диморфізм. У молодих птахів верхня частина тіла темно-сіра, крила коричнюваті, хвіст чорнуватий. Кінчик хвоста білий. Нижня частина тіла білувата, груди іноді мають рожевуватий відтінок.

## Поширення і екологія
Боанайські монархи є ендеміками острова Боано, що розташований на північний захід від Серама. Вони живуть в підліску тропічного лісу на висоті від 150 до 500 м над рівнем моря. Віддають перевагу густому підліску, заростям фікусів і бамбука.

## Збереження
Довгий час боанайські монархи були відомі лише за голотипом, зібраним в 1918 році, поки вони не були повторно відкриті в 1981 році. МСОП класифікує цей вид як такий, що знаходиться на межі зникнення. За оцінками дослідників, популяція боанайських монархів становить 100-200 птахів. Їм загрожує знищення природного середовища.